# Антиньи-ла-Виль
Антиньи́-ла-Виль (фр. Antigny-la-Ville) — коммуна во Франции, находится в регионе Бургундия. Департамент коммуны — Кот-д’Ор. Входит в состав кантона Арне-ле-Дюк. Округ коммуны — Бон.
Код INSEE коммуны 21015.

## Население
Население коммуны на 2010 год составляло 115 человек.
| 1962 | 1968 | 1975 | 1982 | 1990 | 1999 | 2010 |
| ---- | ---- | ---- | ---- | ---- | ---- | ---- |
| 147  | 146  | 139  | 125  | 94   | 105  | 115  |

## Экономика
В 2010 году среди 48 человек трудоспособного возраста (15-64 лет) 38 были экономически активными, 10 — неактивными (показатель активности — 79,2 %, в 1999 году было 55,4 %). Из 38 активных жителей работали 36 человек (19 мужчин и 17 женщин), безработных было 2 (0 мужчин и 2 женщины). Среди 10 неактивных 0 человек были учениками или студентами, 5 — пенсионерами, 5 были неактивными по другим причинам.